# Crossminton

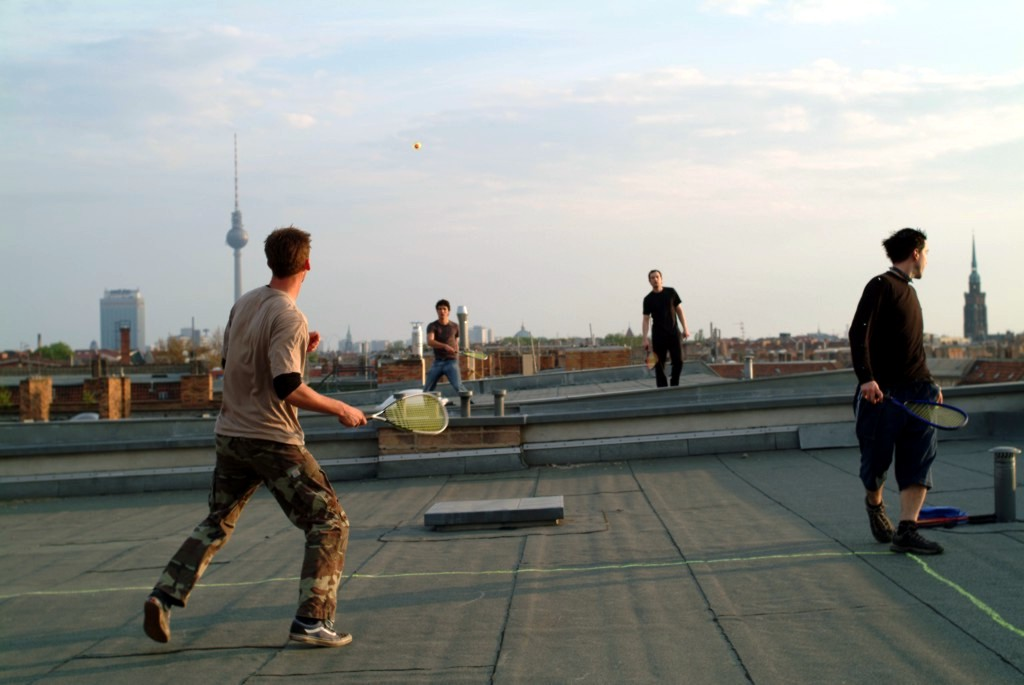
Crossminton na dachu

Crossminton (dawniej speed badminton) - sport rakietowy łączący zalety tenisa, badmintona i squasha, w który gra się bez siatki i z użyciem nowatorskich lotek (tzw. speederów) oraz rakiet, umożliwiających wyjątkowo szybką grę.

## Historia
Crossminton został wynaleziony przez Billa Brandesa, który szukał dawki adrenaliny w sportach rakietowych. Brandes zmienił tradycyjną badmintonową lotkę w cięższą i bardziej aerodynamiczną oraz wymyślił zasady, które umożliwiły zmianę tempa gry na szybsze. Wynalazca nazwał tę grę shuttleball. W 2001 roku przemianowano ją na speed badminton, ale wśród graczy utarła się także nazwa speedminton. Speedminton to także nazwa firmy będącej autoryzowanym producentem sprzętu do uprawiania tej dyscypliny. Na prośbę Międzynarodowej Federacji Badmintona od 2016 nowy sport zmienił nazwę na crossminton, by móc w przyszłości ubiegać się o status sportu olimpijskiego.
Crossminton stał się szczególnie popularny w ojczyźnie Billa Brandes’a – Niemczech. Już w 2003 roku było tam 6000 aktywnych zawodników. Choć na świecie wciąż jest jeszcze sportem niszowym, crossminton powoli zyskuje entuzjastów na całym świecie. W Europie oficjalne stowarzyszenia funkcjonują już także w: Austrii, Chorwacji, Danii, Finlandii, Francji, Holandii, Polsce, Portugalii, Serbii, Słowenii, Hiszpanii, Szwajcarii, Szwecji, Wielkiej Brytanii, a także we Włoszech i na Węgrzech.
Pierwsze otwarte międzynarodowe mistrzostwa zostały zorganizowane w Berlinie w 2005 roku. Dziś ranking międzynarodowy tworzy ponad 20 krajów zrzeszonych w ICO (International Crossminton Organisation). Każdy z nich co roku organizuje 5 turniejów, których zwycięzcy zdobywają punkty do rankingu: jeden turniej Masters Series i 4 dodatkowe. Poza tym, każdy kraj prowadzi własny ranking, do którego punkty zdobywa się w osobnych, krajowych mistrzostwach.

## Crossminton w Polsce
Pierwsze pokazowe zawody w speed badmintona odbyły się w Kielcach w 2008 roku na Targach Sportu. Pierwszym mistrzem tej dyscypliny w Polsce został Michał Matachowski.
Speed badminton w Polsce zaczął poważnie się rozwijać jesienią 2009 roku. Powstało Polskie Zrzeszenie Speed Badmintona i oficjalny portal dla entuzjastów tej dyscypliny, czterech polskich graczy reprezentowało kraj na największym wówczas turnieju speed badmintona na świecie – Berliner Speedminton Open, odbyły się także trzy kolejne turnieje, dwa z nich liczone do międzynarodowego rankingu.

## Odmiany gry
- Freestyle - bez boiska, bez zasad, bez limitów
- Fun Match - gra na „bramki” utworzone z pomarańczowych znaczników Gecko
- Match (singiel lub debel) - gra według zasad turniejowych
- Blackminton - nocna gra przy użyciu specjalnej fluorescencyjnej lotki i oświetlenia UV; nastawiona na zabawę: zawodnicy malują się specjalnymi farbami, zwykle grze towarzyszy muzyka

## Zasady

### 1. Fun Match
Używając pomarańczowych znaczników Gecko, ustawia się „bramki” o dowolnej szerokości, w dowolnej odległości od siebie. W tym wariancie zawodnicy bronią po prostu swoich „bramek” (punkty zdobywa się gdy lotka przekroczy „bramkę” przeciwnika). Im krótsza odległość między „bramkami”, tym szybsza gra. Im szersze „bramki” tym lepszy trening.

### 2. Match (singiel)
Celem gry jest trafienie lotką w pole przeciwnika. Jeżeli lotka spadnie poza pole, przeciwnik otrzymuje punkt. Punkty można zdobyć również w wyniku błędów przeciwnika (lotka dotknie zawodnika lub jego ubrania, zawodnik odbije lotkę dwa razy z rzędu). Jeśli gracz odbije lotkę, która spadała poza boisko, uderzenie jest zaliczone a gra kontynuowana. 
Mecz składa się z 2 setów rozgrywanych do 16 punktów (w przypadku remisu 15:15 gra trwa do czasu uzyskania przez jednego z zawodników przewagi 2 punktów). Przy remisie w setach, rozgrywany jest trzeci set. 
Zmiana serwującego następuje co 3 serwisy (w przypadku remisu 15:15 co jeden serwis). Zmiana strony następuje po każdym secie, a w trzecim secie po uzyskaniu 8 punktów przez jednego z zawodników.
Lotkę wprowadza się do gry serwując z dołu, w odległości dwóch trzecich od przedniej linii pola. Serwis znad głowy jest niedozwolony. 

### 3. Match (debel)
W meczu deblowym obaj gracze jednej drużyny zajmują jedno pole gry. Jeden z nich gra na pozycji w strefie przedniej, a drugi jest graczem strefy tylnej. W trakcie wymiany lotek tylna stopa zawodnika z tylnej strefy nie może znaleźć się przed tylną stopą partnera grającego z przodu. To jest uważane za błąd i powoduje stratę punktu. Zmiana pozycji następuje po każdym serwisie, tzn. ten kto serwuje, gra w strefie tylnej. Pozostałe zasady, czyli punktowanie, zmiana serwisu i zmiana stron są takie same jak w grze pojedynczej. 

## Blackminton
Blackminton to specjalna, nocna odmiana crossmintona. Zawodnicy, w jasnych ubraniach, pomalowani specjalnymi farbami do ciała, "świecą" w ciemności. Stają naprzeciw siebie, na boiskach ustawionych w kształcie gwiazdy dookoła specjalnego oświetlenia UV.

## Sprzęt

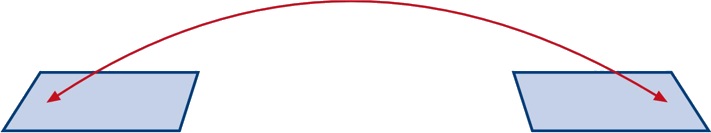
Rysunek pól do gry

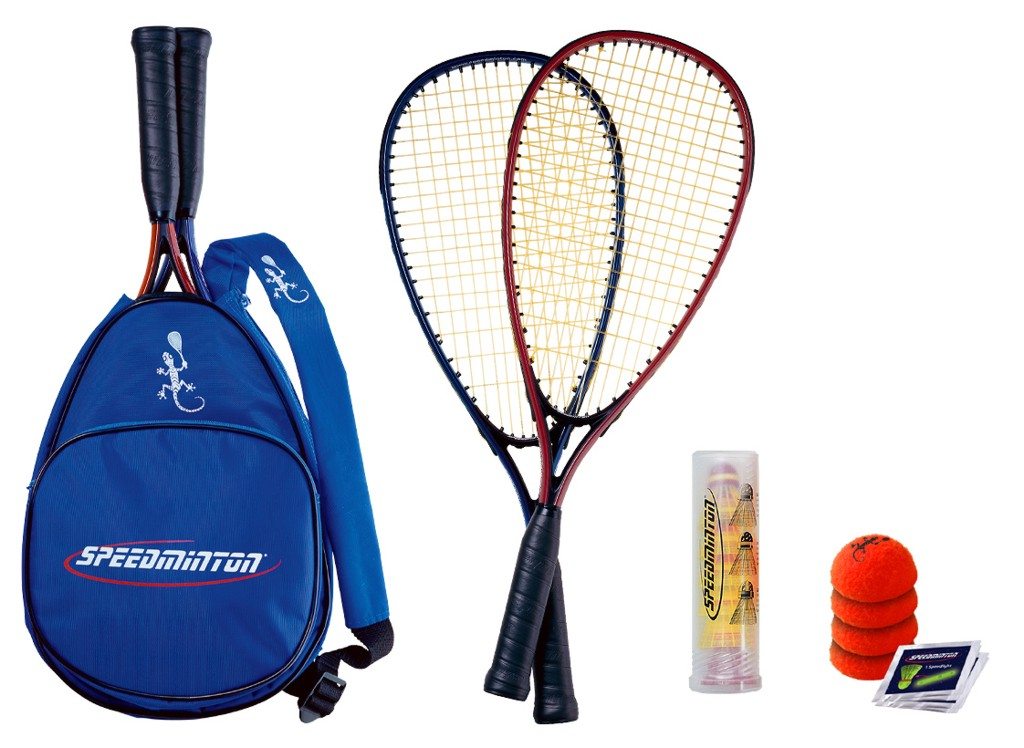
Przybory

### Rakiety
Do gry w crossmintona używa się specjalnych rakiet. Ważą one ok. 170g, mają kształt nieco zbliżony do rakiet używanych w squashu, mocny naciąg i długość 58 cm, gwarantującą najlepszą kontrolę lotki. W porównaniu do rakiet używanych w sportach takich jak tenis czy badminton, pole centralne rakiet do crossmintona znajduje się znacznie bliżej dłoni, gwarantując początkującym szybsze postępy.

### Lotki
W crossmintona gra się opatentowanymi lotkami, zwanymi Speeder. Są trzy typy Speederów: Fun Speeder dla początkujących, Match Speeder do szybkiej gry w warunkach turniejowych i Night Speeder, który pozwala grać w ciemnościach. Speedery są cięższe niż tradycyjne lotki do badmintona, mają bardziej zwartą strukturę i specjalne wypukłości na czubku. Wszystko to obniża opór powietrza, sprawiając że lotki fruwają dalej i szybciej (nawet 290 km/h). 
Używając świecących w ciemności patyczków Speedlight, możemy dodatkowo poprawić widoczność lotki w ciemności.

### Boisko
Do określenia pola gry wykorzystywane są akcesoria. Na łące, plaży, itp. wykorzystywane są taśmy, które mocowane są do podłoża przy użyciu śledzi. Na kortach tenisowych stosowane są białe taśmy (pół kortu do tenisa to dokładnie wymiar boiska do crossmintona). Do Fun Matchów potrzebne są tylko znaczniki Gecko.